# واندا نارا
واندا نارا (بالإسبانية: Wanda Nara؛ مواليد 10 ديسمبر 1986) هي ممثلة أرجنتينية وعارضة أزياء وفنانة ووكيلة كرة قدم. تزوجت لأول مرة من ماكسي لوبيز من عام 2008 إلى عام 2013، ثم تزوجت من ماورو إيكاردي في عام 2014؛ اكتسبت شعبية بسبب حياتها المهنية والشخصية، الأمر الذي أثار اهتمام الصحافة الدولية. زايرا نارا، عارضة أزياء وفنانة أرجنتينية، هي أختها الصغرى.

## سيرتها الشخصية

### مسيرتها
في موسم المسرح الصيفي من 2006–2007، كانت نارا مصورة في مجلة الملك كورونا لجورج كورونا: لكنها غادرت بعد شهرين بسبب سوء المعاملة من الممثل الكوميدي وزوجته حسب زعمها.

### حياتها الشخصية
تزوجت نارا من لاعب كرة القدم ماكسي لوبيز في الفترة من 28 مايو 2008 إلى 6 نوفمبر 2013؛ حيث تطلقا نارا ولوبيز بعد أن اتهمها لوبيز بالخيانة، لكن نارا اتهمت لوبيز بتكرار الخيانات الزوجية، وقضاة الأرجنتين حكموا لصالح نارا. لدي لوبيز ونارا ثلاثة أبناء، فالنتينو غاستون (مواليد 25 يناير 2009)، كونستانتينو (مواليد 18 ديسمبر 2010) وبنيديكتو (مواليد 20 فبراير 2012).
غادرت نارا مع أبنائها إيطاليا للعودة إلى بوينس آيرس وبدأت علاقة مع لاعب كرة القدم ماورو إيكاردي. خلال مباراة الدوري الإيطالي التي أقيمت في أبريل 2014 بين سامبدوريا وإنتر ميلان، رفض لوبيز بشكل خاص مصافحة إيكاردي، مما دفع الصحافة إلى تسمية المباراة «ديربي واندا». تزوجت نارا وإيكاردي لاحقًا في 27 مايو 2014، بعد وقت قصير من طلاقها من لوبيز، بحفل صغير في بوينس آيرس، وحفل زفاف كبير في 7 يونيو 2014. ولدى نارا وإكاردي ابنتان، فرانشيسكا ( ولدت في 19 يناير 2015) وإيزابيلا (ولدت في 27 أكتوبر 2016). بالإضافة إلى ذلك، نارا هي أيضًا وكيلة أعمال إيكاردي.
بالإضافة إلى ذلك، كانت أيضًا وكيل إيكاردي. أختها هي زايرا نارا، وهي أيضًا مقدمة برامج وممثلة وعارضة أزياء: والدتهم هي نورا كولوسيمو ووالدهم أندريس نارا.